# Weszło
Weszło, właśc. Weszlo Group Stanowski Spółka Komandytowa – grupa medialna, wywodząca się z założonego w maju 2008 r. przez Krzysztofa Stanowskiego portalu weszlo.com. Nazwę „Weszło” nosi również klub piłkarski.

## Historia
Portal powstał dla reklamowania firmy bukmacherskiej (bet24 lub PartyGaming), dla której Stanowski pracował jako krajowy przedstawiciel (country manager).
Teksty pojawiające się na portalu od początku były pisane ciętym językiem, a anonimowi autorzy nie szczędzili inwektyw i dosadnych komentarzy swoim celom. Założyciel, Krzysztof Stanowski, pisał najpierw pod pseudonimem Mr. X i ujawnił się dopiero 28 października 2011 w tekście „No to co? Chyba najwyższy czas się poznać”, który jednak po kilku latach zniknął z witryny.
Początkowo głównym tematem na stronie była polska piłka nożna. Z czasem zaczęto poszerzać wachlarz tekstów po wywiady, zapowiedzi, opisy meczów z wielu europejskich lig, czy też felietony znanych ludzi związanych ze sportem. Dla Weszło pisali bądź piszą między innymi Czesław Michniewicz, Wojciech Kowalczyk oraz Paweł Zarzeczny.
Wraz z rozwojem portalu, Weszło zaczęło do swojej rodziny dodawać kolejne podmioty. Oprócz głównego portalu weszlo.com, powstały też takie projekty jak: radio internetowe weszlo.fm (nadające od lutego 2018 do lutego 2022), klub piłkarski KTS Weszło, junior.weszlo.com zajmujące się piłką dziecięcą, eweszlo.pl traktujące o sporcie elektronicznym, kierunektokio.pl, którego jedyną tematyką były Letnie Igrzyska Olimpijskie 2020 oraz serwis Weszło Travel, organizujący wyjazdy na zagraniczne wydarzenia sportowe. W lipcu 2022 został uruchomiony kanał „Weszło Fuksem!”, który skupia się m.in. na typach i analizach bukmacherskich.
W 2025 roku Krzysztof Stanowski poinformował o planie sprzedaży 80% udziałów w grupie, do której  doszło w drugiej połowie kwietnia 2025 roku. W ramach transakcji sprzedaży 45% udziałów przejęła Martinelli Fundacja Rodzina kontrolowana przez Marcina Szpalerskiego (założyciela serwisu bukmacherskiego Fuksiarz.pl będącego głównym sponsorem Weszlo.com), 20% – spółka Immortal Ventures, a 15% – Growth Box Ventures.